# Qabaq Tappeh, Kermanshah
Qabaq Tappeh (în persană قباق تپه , romanizat și ca Qābāq Tappeh și Qabāq Tappeh; cunoscut și sub numele de Oabākh Tappeh, Qabāy Tappeh și Qapāq Tappeh) este un sat din districtul rural Sanjabi, districtul Kuzaran, județul Kermanshah, provincia Kermanshah, Iran. La recensământul din 2006, populația sa era de 139 de locuitori, în 31 de familii.